# 동레이크스주

동레이크스 주의 위치

동레이크스주(영어: Eastern Lakes State)는 남수단 서부 바르알가잘 지방에 위치한 주로 주도는 이롤이며 면적은 14,979.5km2, 인구는 335,130명(2014년 기준)이다.
2015년에 실시된 행정 구역 개편에 따라 레이크스주에서 분리되어 신설되었다. 북쪽으로는 남리에치 주, 동쪽으로는 종글레이 주, 남동쪽으로는 테레케카 주, 남서쪽으로는 아마디 주, 서쪽으로는 서레이크스 주와 접한다. 11개 군을 관할한다.